# Pleomele
 (12 janvier 2023).
Motif : Selon l'UICN, le genre Pleomele a changé de nom
Genre
Pleomele est un genre de plantes de la famille des asparagacées.

## Liste d'espèces
Selon ITIS :
- Pleomele aurea (Mann) N.E. Br.
- Pleomele auwahiensis St. John
- Pleomele fernaldii St. John
- Pleomele forbesii O. Deg.
- Pleomele halapepe St. John
- Pleomele hawaiiensis O.et I. Deg.